# Manuel Melo (empresário)
Manuel Melo (1868 — 30 de Junho de 1925) foi um empresário português.
Nasceu em Carregosa descendendo do caldeireiro de origem italiana Piccorelli de Melo fundou a sua própria fábrica em Cesar que se tornou na primeira e grande impulsionadora do progresso industrial que esta freguesia veio a conhecer no século XX.
A Fábrica  (Melo) obteve em 1913 a patente de um "regularizador e condutor de água para combustão de carboreto nos candeeiros de acetilene" n.º 8744.
Apesar dos descendentes não terem continuado a indústria metalúrgica, vários dos seus operários estabeleceram-se e fundaram as suas próprias empresas, algumas delas ainda hoje muito prósperas e conhecidas internacionalmente, nomeadamente no ramo da louça metálica.
Casou em Cesar com Margarida Emília de Oliveira tendo sido sepultado, por sua vontade, em Cesar.